# Revingeby
Revingeby ist ein Ort (tätort) in der südschwedischen Provinz Skåne län und der historischen Provinz Schonen.
Der Ort in der Gemeinde Lund liegt direkt am Truppenübungsplatz Revingehed, an der Grenze zur Gemeinde Eslöv. Größte Arbeitgeber sind die Schwedischen Streitkräfte und das Schwedische Rettungswerk (Räddningsverket).